# 圣马特奥-德巴赫斯
圣马特奥-德巴赫斯（西班牙語：San Mateo de Bages）是西班牙加泰罗尼亚自治区巴塞罗那省的一个市镇。总面积102平方公里，海拔569米。根据2024年国家统计局 （INE）的数据，该镇常住人口为637人。